# Stanisław Iciek
Stanisław Iciek (ur. 1882, zm. 1944) – polski duchowny rzymskokatolicki, kapelan Armii Polskiej, autor publikacji.

## Życiorys
Przed 1914 został proboszczem w Duluth w Stanach Zjednoczonych. Po wybuchu I wojny światowej zajmował się tam zbieraniem funduszy na rzecz potrzebujących z ziem polskich. Zebrano tam 20 tys. dolarów oraz zgłoszono 650 rekrutów do armii. Ponadto duchowny działał w ramach amerykańskiego Czerwonego Krzyża, innych organizacji wojennych i wygłaszał odczyty. U kresu wojny w październiku 1918 przybył do Francji. Tam jako kapelan Armii Polskiej gen. Hallera przebywał wśród żołnierzy m.in. w Reims, Verdun, Epernay. Na początku 1919 przybył do Polski celem zapoznania się z aktualną sytuacją po odzyskaniu niepodległości. Posiadał wtedy stopień kapitana.

## Publikacje
- Polacy w Ameryce (1921)
- Samochodem przez Stany Zjednoczone. T. 1 (1934)
- Samochodem przez Stany Zjednoczone. T. 2 (1934)
- Światła i cienie z mego pobytu w Polsce (1935)
- Dzień spędzony w Seminarjum Polskiem w Orchard Lake (1935)
- Samochodem przez stany południowe (1937)
- Ks. Proborsc (1942)